# 神明 (武蔵村山市)
神明（しんめい）は、東京都武蔵村山市の町名。現行行政地名は神明一丁目から神明四丁目。郵便番号は208-0002。

## 地理
武蔵村山市の東部に位置する。北は中藤、西は中央、東は東大和市芋窪、南は学園に隣接する。

### 地価
住宅地の地価は、2015年（平成27年）1月1日の公示地価によれば、神明2丁目116番6の地点で11万7000円/m2となっている。

## 世帯数と人口
2018年（平成30年）1月1日現在の世帯数と人口は以下の通りである。
| 丁目       | 世帯数    | 人口    |
| ---------- | --------- | ------- |
| 神明一丁目 | 262世帯   | 579人   |
| 神明二丁目 | 537世帯   | 1,371人 |
| 神明三丁目 | 417世帯   | 999人   |
| 神明四丁目 | 430世帯   | 1,004人 |
| 計         | 1,646世帯 | 3,953人 |

## 小・中学校の学区
市立小・中学校に通う場合、学区は以下の通りとなる
| 丁目       | 番地 | 小学校                 | 中学校                 |
| ---------- | ---- | ---------------------- | ---------------------- |
| 神明一丁目 | 全域 | 武蔵村山市立第三小学校 | 武蔵村山市立第三中学校 |
| 神明二丁目 | 全域 | 武蔵村山市立第三小学校 | 武蔵村山市立第三中学校 |
| 神明三丁目 | 全域 | 武蔵村山市立第三小学校 | 武蔵村山市立第三中学校 |
| 神明四丁目 | 全域 | 武蔵村山市立第三小学校 | 武蔵村山市立第三中学校 |

## 交通

### 道路
- 東京都道5号新宿青梅線（青梅街道・新青梅街道）

## 施設
- 武蔵村山市立第三中学校
- あきんどスシロー武蔵村山店
- 東京靴流通センター武蔵村山店
- ファッションセンターしまむら中藤店